# Batto II di Cirene
Batto II, talvolta detto l'Eudaimon (il "Benedetto") equivalente al latino Felix (in greco antico: Βάττος ὁ Εὐδαίμων?, Báttos ho Eudáimōn; Cirene, ... – ...; fl. 583-dopo il 570 a.C.), figlio di Arcesilao I, fu il terzo re di Cirene della dinastia dei Battiadi.

## Biografia
Durante il suo regno, Cirene aumentò notevolmente il numero dei propri abitanti grazie ai coloni della Grecia provenienti soprattutto dal Peloponneso, da Creta e da alcune isole del Dodecaneso sull'invito dell'oracolo di Delfi e sulla promessa di nuove terre.
Più tardi, secondo Erodoto (IV, 159), Batto dovette affrontare gli egiziani guidati da Aprie, che poco tempo prima avevano sottomesso i libici del re Adicrano. Nel 570 a.C. nella regione di Irasa, avvenne la battaglia decisiva in cui Batto riuscì a trionfare sui nemici. Da questa vittoria, il re Batto cominciò ad espandersi nei territori circostanti, fondando colonie.
Non si conosce la data della morte di Batto: è certo che risalga a dopo il 570 a.C. (il 560 a.C. è preso come data canonica).